# Piotr Łuczuk
Piotr Łuczuk (ur. 13 maja 1987 w Zamościu) – polski dziennikarz, teolog i medioznawca.

## Życiorys
Jest absolwentem Uniwersytetu Kardynała Stefana Wyszyńskiego w Warszawie oraz wykładowcą w Katedrze Internetu i Komunikacji Cyfrowej Instytutu Edukacji Medialnej i Dziennikarstwa UKSW. W 2017 roku uzyskał stopień naukowy doktora z wyróżnieniem (temat rozprawy: „Cyberwojna i cyberterroryzm w kontekście ‘zderzenia cywilizacji’. Studium etyczno-moralne na wybranych przykładach”). 
Łuczuk jest współpracownikiem tygodnika „Gazeta Polska”, dziennika „Gazeta Polska Codziennie”, miesięcznika "Wpis" oraz portalu niezalezna.pl, którego jest współtwórcą. Jest również jednym z twórców portalu wpolityce.pl. 
W swojej pracy naukowo-badawczej zajmuje się głównie zjawiskami dotyczącymi cyberbezpieczeństwa i wpływu nowoczesnych technologii na komunikację społeczną. Jest autorem książki "Cyberwojna. Wojna bez amunicji?" (2017).